# فوكسهول (لندن)

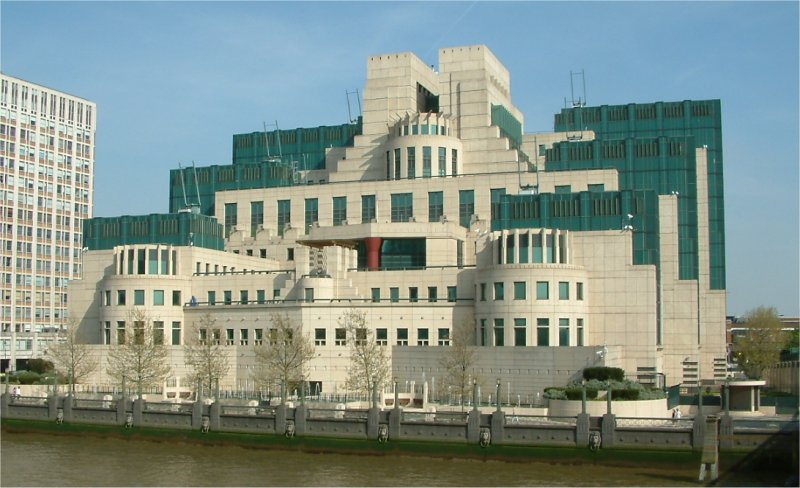
مبنى المخابرات الـ MI6 عند جسر فوكسهول.

فوكسهول حي يقع في وسط العاصمة البريطانية لندن، على الضفة الجنوبية من نهر التمز.
تأسست شركة فوكسهول للسيارات في هذا الحي، ومنها جاء اسم الشركة. كما يقع مبنى جهاز الاستخبارات البريطاني في هذا الحي.

## أعلام
- مايكل بوين